# 16861 Ліповецький
16861 Ліповецький (16861 Lipovetsky) — астероїд головного поясу, відкритий 27 грудня 1997 року.
Тіссеранів параметр щодо Юпітера — 3,382.